# NGC 2538
NGC 2538 je galaksija u zviježđu Malom psu.

## Vanjske poveznice
- SEDS: NGC 2538